# Zhu Yanxiao
Zhu Yanxiao (ur. 20 września 1986) – chiński zapaśnik w stylu klasycznym. Brązowy medalista mistrzostw Azji w 2009 roku.